# He Pingping
Pingpinh He (何平平S; Ulaan Chab, 13 luglio 1988 – Roma, 13 marzo 2010) è stato, secondo il Guinness dei primati, l'uomo più basso del mondo in grado di camminare.

## Biografia
He Pingping era alto 74,64 cm a causa dell'osteogenesi imperfetta ed era il terzo figlio di una famiglia della contea di Huade, nella città di Wulanchabu nella Mongolia Interna, regione autonoma della Cina Settentrionale. Secondo suo padre, He Yun, alla nascita il bambino era piccolo quanto il palmo di una mano. Quando fu chiaro che il bambino cresceva molto lentamente, i medici gli diagnosticarono l'osteogenesi imperfetta, una malattia che impedisce la normale crescita delle ossa e lo sviluppo del corpo.
Nel gennaio del 2007, He fu invitato a prendere parte a una trasmissione televisiva a Tokyo e da allora diventò un'icona di Internet. È interessante il fatto che nella Mongolia Interna abitava anche Bao Xishun, che grazie alla sua altezza di 2,36 metri è stato l'uomo vivente più alto fino al settembre del 2009, e il loro incontro televisivo nel luglio del 2007 ha catturato l'attenzione globale dei media. I due si incontrarono anche in Italia, il 3 aprile 2008 a Lo show dei record, programma televisivo condotto da Barbara D'Urso, e insieme parteciparono l'anno dopo alla nuova edizione del fortunato format.
Nel maggio del 2008 Pingping fu oggetto di un documentario prodotto dal canale britannico Channel 4 intitolato The World's Smallest Man and Me. Pingping fu inoltre il testimone del volume annuale del Guinness World Record del 2009, insieme a Svetlana Pankratova, la donna dalle gambe più lunghe del mondo.
He Pingping morì il 13 marzo 2010 a Roma, un paio di giorni dopo essere stato trasportato in ospedale per un forte dolore al petto accusato durante la registrazione della nuova edizione de Lo show dei record, condotto da Paola Perego. Per la stessa edizione aveva già registrato due puntate. Il decesso fu causato da alcune complicazioni di carattere cardiaco.
Suoi successori sono stati prima il colombiano Edward Niño Hernandez e, dopo tre mesi, il nepalese Khagendra Thapa Magar.
Il suo record è stato battuto dal nepalese Chandra Bahadur Dangi, che secondo il Guinness dei Primati è stato l'uomo più basso di tutti i tempi.